# Jorge Argüello
Jorge Martín Arturo Argüello (Córdova, 20 de abril de 1956) é um político e diplomata argentino. Foi Representante Permanente da Argentina junto das Nações Unidas entre 2007 e 2011, sendo depois nomeado embaixador da Argentina nos Estados Unidos entre 2011 e 2013, e embaixador da Argentina em Portugal entre 2013 e 2015. Desde 2018 é secretário da Representação Oficial para a Questão das Malvinas.

## Publicações
- Historia Urgente de Estados Unidos. La superpotencia en su momento de decisión. 2016. Buenos Aires, Editorial Capital Intelectual.[2]
- Diálogos sobre Europa. Crisis del euro y recuperación del pensamiento crítico. 2015. Buenos Aires, Editorial Capital Intelectual y Madrid, Editorial Cambio Intelectual.[2]
- Código de Participación Política para la Ciudad de Buenos Aires.[2]
- Bs As.ar. Fundación Proyecto Porteño (como compilador).[2]
- Buenos Aires, autónoma y descentralizada. Buenos Aires, Editorial de Belgrano.[2]